# Miofibrilă
Miofibrilele sunt organite celulare specifice fibrei musculare, ele reprezentând elementul contractil al fibrei musculare.

## Alcătuire
Miofibrilele se dispun paralel cu axul longitudinal al fibrei musculare striate, fiind alcătuite dintr-o alternanță de discuri clare și întunecate (situate la același nivel) ce conferă fibrei musculare aspect striat. În mijlocul discului clar se află membrana Z întunecată care solidarizează miofibrilele în timpul contracției musculare. Miofibrilele sunt constituite din unități mai mici , denumite miofilamente contractile, de natură proteică (actina și miozina).
Discul clar este alcătuit din miofilamente de actină, lungi și subțiri. Acestea se inseră cu un capăt pe membrana Z, iar cu al doilea capăt liber pătrund printre miofilamentele de miozină, care sunt scurte și groase. Unui miofilament de miozina îi corespund șase miofilamente de actină.
Spațiul din discul întunecat delimitat de capetele miofilamentelor de actină poartă numele de banda H, lățimea ei depinzând de starea fiziologică a membranei musculare: relaxată sau contractată. Porțiunea de sarcomer situată de o parte și de alta a benzii H, care conține miofilamente de actină și miozină, constituie discul întunecat. Celula miocardică contractilă prezintă miofibrile cu aspect striat, organizate în sarcomere.
În celula miocardică necontractilă miofibrilele își păstrează striațiile dar sunt incomplet delimitate. Celula musculară netedă prezintă miofibrile omogene, fără striații.